# CoRoT-4
COROT-4 (precedentemente conosciuta come CAROT-Exo-4) è una piccola stella nana gialla di sequenza principale situata nella costellazione dell'Unicorno.

## Sistema planetario
Attraverso i dati analizzati dalla missione CoRoT, utilizzando il metodo del transito si è scoperto un pianeta extrasolare designato come CoRoT-4b, orbitare intorno alla sua stella CoRoT-4.
| Pianeta | Massa          | Raggio  | Periodo orb.   | Sem. maggiore | Incl. orbita | Scoperta |
| ------- | -------------- | ------- | -------------- | ------------- | ------------ | -------- |
| b       | 0.72 ± 0.08 MJ | 1,19 RJ | 9,20205 giorni | 0,090 UA      | 90°          | 2008     |